# Convolvulus perraudieri
Convolvulus perraudieri är en vindeväxtart som beskrevs av Ernest Saint-Charles Cosson. Convolvulus perraudieri ingår i släktet vindor, och familjen vindeväxter. Inga underarter finns listade i Catalogue of Life.